# Góry Kremnickie

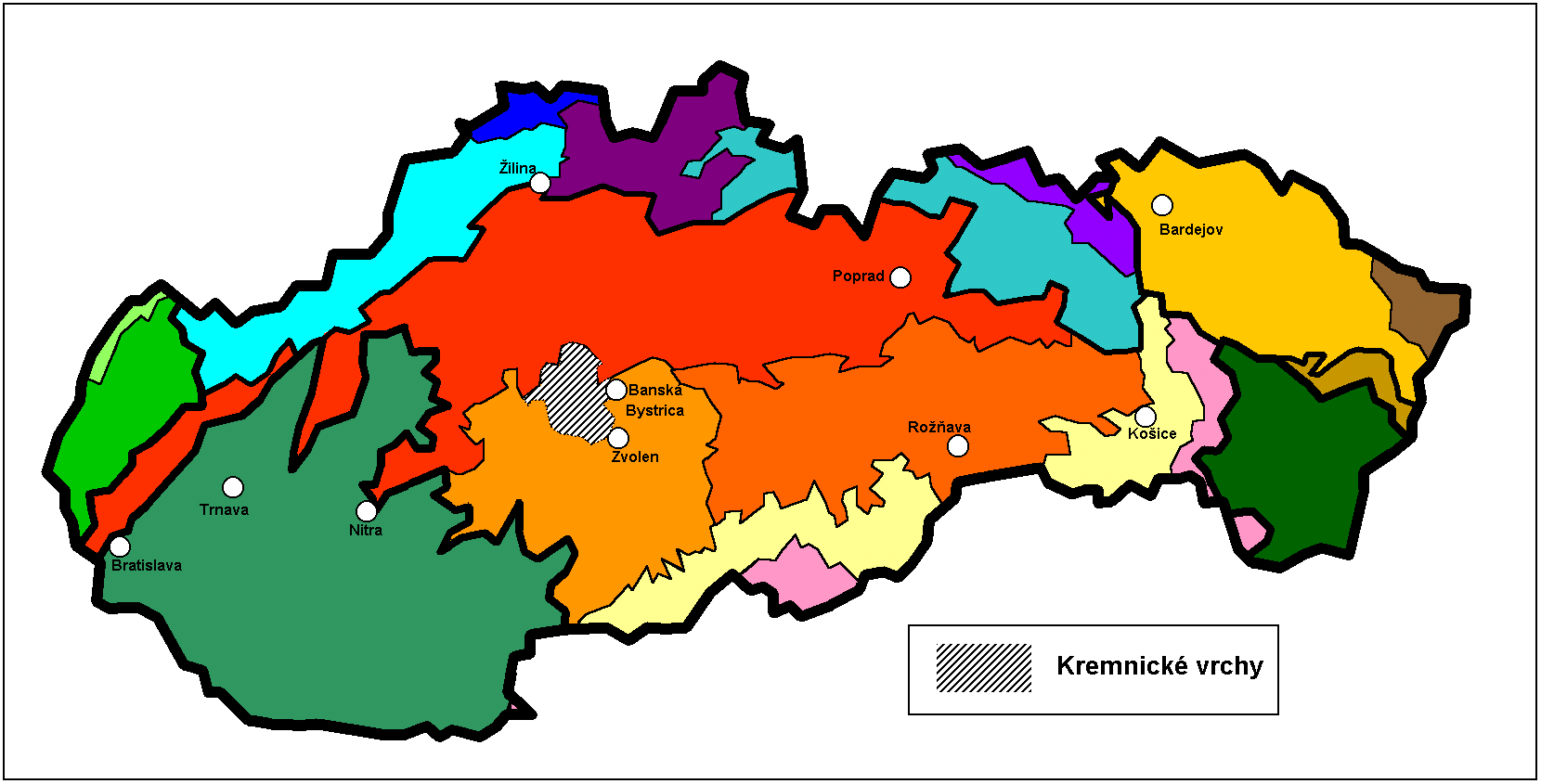
Położenie Gór Kremnickich na mapie Słowacji (barwa szara)

Góry Kremnickie (514.84, słow. Kremnické vrchy, węg. Körmöci-hegység, niem. Kremnitzer Berge) – grupa górska pochodzenia wulkanicznego w Centralnych Karpatach Zachodnich, w środkowej Słowacji. Zaliczana jest do tzw. Łańcucha Wielkofatrzańskiego. Nazwa pochodzi od położonego w centrum grupy miasta Kremnica. Najwyższy szczyt: Flochová (1317 m n.p.m.).

## Położenie
Góry Kremnickie graniczą z następującymi jednostkami geomorfologicznymi:
- na północy z Wielką Fatrą i Kotliną Turczańską;
- na zachodzie z grupą Żaru, Kotliną Górnonitrzańską i grupą Ptacznika;
- na południu z Kotliną Żarską i Górami Szczawnickimi;
- na krótkim odcinku południowo-wschodnim z Kotliną Pliešovską i Jaworiem;
- na wschodzie z Kotliną Zwoleńską i Górami Starohorskimi.

## Geologia
Głównym rysem budowy geologicznej Gór Kremnickich jest obfite występowanie dawnych pól lawowych w centralnej części tej grupy górskiej. Pierwotna stratowulkaniczna budowa Gór Kremnickich była prawdopodobnie już w neogenie silnie zaburzona ruchami tektonicznymi oraz intensywnymi procesami erozyjno-denudacyjnymi tak, że ich obecna rzeźba różni się znacznie od pierwotnej. Selektywna erozja uwypukliła partie zbudowane z bardziej odpornych skał – głównie w liniach dawnych potoków lawowych, sygnalizowanych obecnie andezytowymi utworami skalnymi. Obszary zbudowane z mniej odpornych tufów czy luźnych materiałów piroklastycznych utworzyły obniżenia. Wynikiem długotrwałych procesów niszczenia jest silne rozczłonkowanie Gór Kremnickich na rosochy grzbietów i mniejsze skupiska wzniesień, rozdzielone głębokimi dolinami. Dalszy wpływ na dzisiejszą rzeźbę miało peryglacjalne modelowanie powierzchni w plejstocenie, którego śladem są m.in. charakterystyczne  rumowiska skalne (gołoborza, słow. skalné moria).

## Ukształtowanie
Góry Kremnickie dzielą się na pięć mniejszych jednostek geomorfologicznych:
- Kunešovská hornatina w części północno-zachodniej. Obejmuje teren od Kremnicy na południu po Sklené na północy. Budują ją głównie andezyty, w mniejszej części również ryolity. Najwyższe części grzbietów sięgają poziomic od 750 m do blisko 950 m (Jarabica, 938 m). Amplituda pionowa rzeźby wynosi od 200 do ok. 450 m. W części północnej i środkowej w krajobrazie przeważa forma płaskowyżu, w części południowo-wschodniej rzeźba jest bardziej urozmaicona. Lasy zachowały się jedynie na obrzeżu jednostki. Stara kolonizacja górnicza pozostawiła wiele śladów na powierzchni ziemi w rejonie wsi Kremnické Bane, Kunešov, Turček czy Krahule.
- Jastrabská vrchovina w części południowo-zachodniej. Obejmuje teren od południowego skraju Kremnicy na północy po dolinę Hronu na południu. Budują ją głównie ryolity i ich piroklastyka. Partie szczytowe sięgają od nieco ponad 500 m. w części południowej po blisko 750 m w części północnej, gdzie wznosi się najwyższy szczyt tej jednostki – Čertov vrch (747 m). Amplituda pionowa rzeźby terenu waha się od 180 do nieco ponad 300 m. Kremnický potok dzieli obszar na dwie części: zachodnią, wyższą, w formie rozczłonkowanego płaskowyżu i wschodnią, o znacznie bardziej urozmaiconej rzeźbie, w której zwraca uwagę Jastrabská skala (683 m).
- Grzbiet Flochowej (słow. Flochovský chrbát) w centrum i w części północnej. Tworzy go dawna struktura stratowulkaniczna, wydźwignięta i potrzaskana w czasie późniejszych ruchów tektonicznych. Dominują w niej pirokseniczne andezyty i ich piroklastyka, miejscami również ryolity. Centralny grzbiet i znaczna część grzbietów bocznych sięgają powyżej poziomicy 1100 m. Wznoszą się w nim najwyższe szczyty Gór Kremnickich: Flochová (1317 m), Svrčinník (1313 m), Vyhnatová (1283 m), Złota Studnia (1265 m) i Skałka (1232 m). Dominuje tu łagodna rzeźba grzbietów, miejscami przechodzących w rozległe spłaszczenia szczytowe. W środkowej części, na odcinku Skałka – Złota Studnia – Laurín (1025 m n.p.m.), występują dość liczne utwory skalne w postaci skalnych baszt, grzybów, okien i in. Całość zalesiona, rozleglejsze polany występują jedynie w rejonie wypłaszczenia szczytowego Flochowej i Svrčinníka i na wsch. stokach;
- Turovské predhorie na południowym wschodzie. Ma miernie ukształtowaną rzeźbę z amplitudą pionową sięgającą od 100 do 180 m. Doliny potoków spływających do Hronu podzieliły je na szereg łagodnych, szerokich grzbietów, z których wyraźnie wystają wypreparowane andezytowe twardziele szczytów takich, jak Bučan (572 m), Bukovina (561 m) czy Ostrý vrch (525 m). Do form o podobnym pochodzeniu należy zaliczyć również słynną Czarcią Skałę (słow. Čertova skala) w rezerwacie przyrody Boky. Obszar tej jednostki jest zalesiony w ok. 70%.
- Malachovské predhorie na wschodzie. Obejmuje przedgórze grzbietu Flochovej między Tajovem na północy a Badínem na południu, sięgając na wschodzie po przedmieścia Bańskiej Bystrzycy. Nazwa pochodzi od wsi Malachov. Budują je pirokseniczne andezyty i ich piroklastyka, spoczywające grubą warstwą na starszym podłożu. Przedgórze posiada mocno rozczłonkowaną rzeźbę z amplitudą pionową sięgającą 300 m. Szczytowe partie grzbietów przekraczają poziomicę 800 m n.p.m. (Nemecký vrch 843 m, Trávny Ždiar 820 m). Lasy są w tej jednostce mocno przetrzebione i zastąpione łąkami i pastwiskami.

## Klimat
Cechy klimatu głównego zrębu Gór Kremnickich pozwalają zaliczyć go do grupy klimatów górskich. Najwyższe partie gór, w tym głównie grzbiet Flochowej,  należą do piętra klimatycznego bardzo chłodnego. Średnie temperatury stycznia mieszczą się tu w granicach od −7 do −6 °C, lipca – w granicach od 11,5 do 13,5 °C. Okres ze średnimi temperaturami dziennymi poniżej 0 °C trwa 180-200 dni w roku, a okres bez przymrozków jedynie ok. 80 dni w roku. Średnia roczna suma opadów waha się, w zależności od wysokości i ekspozycji, w granicach od 1000 do 1400 mm. Najwięcej opadów przypada na miesiące letnie. Pokrywa śniegowa utrzymuje się do 160 dni w roku.
Obrzeża Gór Kremnickich, nie przekraczające poziomicy 980 m n.p.m., należą do pięter klimatycznych chłodnego i umiarkowanie chłodnego: średnie temperatury stycznia od −6,5 do −4 °C i lipca od 13,5 do 18 °C, okres bez przymrozków 120-160 dni, suma opadów 800-1000 mm, pokrywa śniegowa utrzymuje się 110-140 dni. Południowy skraj Gór Kremnickich, opadający ku kotlinom: Żarskiej i Zwoleńskiej, należy już do piętra umiarkowanie ciepłego, o średnich temperaturach stycznia od −5 do −3,5 °C, lipca od 17 do 18,5 °C. Okres ze średnimi temperaturami dziennymi poniżej 0 °C trwa tu 80-100 dni w roku. Średnia roczna suma opadów wynosi 650-850 mm, a długość zalegania pokrywy śnieżnej 100-120 dni.

## Flora i fauna
Flora nawiązuje swym składem do innych grup Łańcucha Wielkofatrzańskiego, jednakże znacznie więcej znajdziemy tu zespołów roślinnych i gatunków ciepłolubnych.
Ze zwierząt występują tu wszystkie duże środkowoeuropejskie ssaki drapieżne: niedźwiedź brunatny, wilk szary i ryś. Z mniejszych drapieżników żyją tu borsuk, kuna leśna i kuna domowa. Rząd owadożernych reprezentują jeż europejski i ryjówkowate, w tym typowa dla terenów górskich ryjówka górska. Kopytne reprezentuje jeleń europejski. Z gryzoni liczna jest wiewiórka, nornica ruda, mysz leśna, stosunkowo często spotyka się też popielicę. Z ptaków drapieżnych spotkamy tu myszołowa zwyczajnego, jastrzębia, kobuza. Sowy reprezentuje kilka gatunków, w tym największa z nich – puchacz i najmniejsza – sóweczka. Kuraki reprezentują głuszec i jarząbek. Wzdłuż potoków występuje pliszka górska i pluszcz. Wśród drobnych ptaków śpiewających najliczniejsze są zięby, szereg gatunków pokrzewek, kowaliki. Z gadów warto wspomnieć węża Eskulapa, z płazów – salamandrę plamistą.